# Gare de Mezzana
Gare de Mezzana vasútállomás Franciaországban, Sarrola-Carcopino településen.

## Vasútvonalak
Az állomást az alábbi vasútvonalak érintik:
- Bastia-Ajaccio-vasútvonal

## Kapcsolódó állomások
A vasútállomáshoz az alábbi állomások vannak a legközelebb:
- Gare de Carbuccia
- Effrico